# برزرکر (فیلم ۱۹۸۷)
برزرکر (به انگلیسی: Berserker (1987 film)) فیلمی در ژانر ترسناک و اسلشر است که در سال ۱۹۸۷ منتشر شد.